# Stelling van Hirzebruch-Riemann-Roch
In de differentiaalmeetkunde, een deelgebied van de wiskunde, is de stelling van Hirzebruch-Riemann-Roch (HRR), vernoemd naar Friedrich Hirzebruch, Bernhard Riemann, en Gustav Roch, het resultaat van Hirzebruch uit 1954, dat heeft bijgedragen aan de stelling van Riemann-Roch voor complexe algebraïsche variëteiten van alle dimensies. Het was de eerste succesvolle veralgemening van de klassieke stelling van Riemann-Roch op Riemann-oppervlaken naar alle hogere dimensies, en baande de weg voor de stelling van Grothendieck-Hirzebruch-Riemann-Roch, die drie jaar later werd bewezen.

## Formulering van de stelling van Hirzebruch-Riemann-Roch
De stelling van Hirzebruch-Riemann-Roch geldt voor elke holomorfe vectorbundel {\displaystyle E} op een compacte complexe variëteit {\displaystyle X}, om de holomorfe Euler-karakteristiek van {\displaystyle E}  in de schoofcohomologie te berekenen, te weten de alternerende som
{\displaystyle \chi (X,E)=\dim H^{0}(X,E)-\dim H^{1}(X,E)+\dim H^{2}(X,E)-\cdots }
van de dimensies als complexe vectorruimten. Door fundamentele resultaten op het gebied van coherente cohomologie zijn deze dimensies alle eindig, en zijn zij 0, behalve voor de eerste {\displaystyle 2n+1} gevallen, waar {\displaystyle X} een complexe dimensie {\displaystyle n} heeft; de som is dus eindig.